# Adam's Venture
Adam's Venture est une série de jeux vidéo d'aventure épisodique développé par le studio indépendant néerlandais Vertigo Games et édité par Soedesco.

## Jeux de la série
- Adam's Venture: Episode 1 - The Search for the Lost Garden, est sorti le 2 octobre 2009 sur PC[1],[2].
- Adam's Venture: Episode 2 - Solomon's Secret est sorti le 8 avril 2011 sur PC[3],[4].
- Adam's Venture: Episode 3 - Revelations est sorti le 9 mars 2012[5].
- Adam's Venture Chronicles, une compilation des trois épisodes, avec l'amélioration des graphismes et du gameplay, est sortie le 4 février 2014 sur PlayStation 3[6] et le 3 août 2015 sur PC[7].
- Adam's Venture: Origins est un remake avec un remaniement de l'histoire des trois premiers épisodes, ajoutant quelques éléments mais en supprimant beaucoup d'autres. Il est sorti le 1er avril 2016 sur PlayStation 4, Xbox One et PC[8]. Il a ensuite été porté sur Nintendo Switch le 29 mai 2020[9].

## Trame
Le jeu se déroule dans les années 1920. Le joueur dirige le jeune explorateur britannique Adam Venture dans une quête du jardin d'Eden, et du temple de Salomon.

## Système de jeu
Adam's Venture est un jeu d'aventure en vue à la troisième personne avec des mécanismes de puzzle.

## Réception
Le premier épisode a reçu des critiques mitigées, voire négatives, de la part des critiques, obtenant une note de 52 sur 100 sur le site de collecte de notes Metacritic.

### Traduction
- (en) Cet article est partiellement ou en totalité issu de l’article de Wikipédia en anglais intitulé « Adam's Venture » (voir la liste des auteurs).